# St. Hilaire Cemetery
St. Hilaire Cemetery is een begraafplaats gelegen in de Franse plaats Frévent (Pas-de-Calais). De militaire graven worden onderhouden door de Commonwealth War Graves Commission.
De begraafplaats telt 222 geïdentificeerde Gemenebest graven, waarvan 210 uit de Eerste Wereldoorlog en 12 uit de Tweede Wereldoorlog.